# کانزاس سیتی چیفس

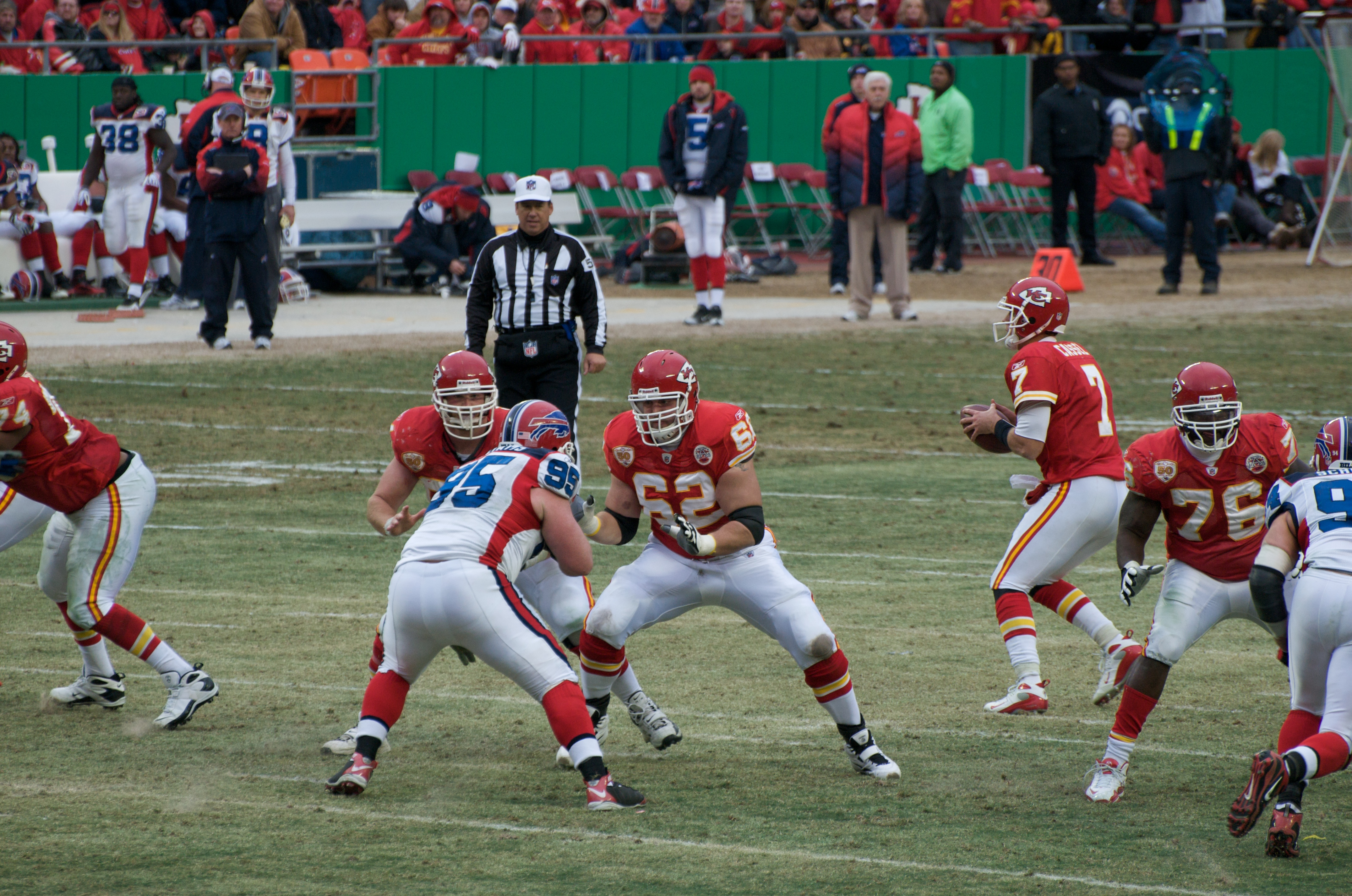

تیم فوتبال آمریکایی کانزاس‌سیتی چیفز (به انگلیسی: Kansas City Chiefs) از شهر کانزاس‌سیتی در کانزاس می‌باشد. 
این تیم عضو لیگ ملی فوتبال آمریکا است.
ورزشگاه خانگی این تیم ورزشگاه اروهد (به انگلیسی: Arrowhead Stadium) نام دارد.
این تیم در سال ۱۹۵۹ توسط تاجری به نام لامار هانت و به اسم «دالاس تکزانز» (انگلیسی: Dallas Texans) تأسیس شد و عضوی از لیگ فوتبال آمریکایی (به انگلیسی: AFL: American Football League) بود. در بهار ۱۹۶۳ این تیم به کانزاس سیتی نقل مکان کرد و نام امروزیش را از این شهر گرفت. چیفز در  ۱۹۷۰ در نتیجهٔ الحاق دو لیگ فوتبال آمریکایی به ان‌اف‌ال پیوست و ارزش آن بیش از ۳٫۷ میلیارد دلار است. پس از مرگ هانت در ۲۰۰۶ همسرش نورما و فرزندانش صاحبان قانونی تیم شدند. پس از مرگ نورما در ۲۰۲۳ فرزندان هانت سهم او را به ارث بردند. کلارک هانت، یکی از فرزندان هانت، از ۲۰۰۶ رئیس و مدیرعامل این تیم است و ختم کلام دربارهٔ تصمیمات پرسنل با او است. او همچنین نمایندهٔ تیم در جلسه‌های صاحبان تیم‌های لیگ است.

## تاریخ فرانشیز
در ۱۹۵۹ لامار هانت با تجار دیگر وارد مذاکره شد تا یک لیگ حرفه‌ای فوتبال تأسیس کنند که با لیگ ملی فوتبال آمریکایی (NFL) رقابت کند. پس از تماشای بازی قهرمانی ۱۹۵۸ اِن‌اِف‌اِل میان نیویورک جاینتس و بالتیموز کلتس، هانت بیش از پیش آرزومند تصاحب یک تیم فوتبال شد. پس از تلاش‌های ناموفق برای خرید و انتقال تیم شیکاگو کاردینالزِ لیگ ان‌اف‌ال به شهر موطنش دالاسِ تکزاس، هانت با ان‌اف‌ال وارد مذاکره شد تا لیگ را گسترش دهند و امتیاز تأسیس یک تیم تازه در دالاس را به او بدهند. ان‌اف‌ال درخواستش را رد کرد، پس هانت یک لیگ جدید به نام لیگ فوتبال آمریکایی (به انگلیسی: AFL: American Football League) را بنیانگذاری کرد و تیم خودش، دالاس تکزانز را تشکیل داد و سوت بازی‌های این لیگ جدید در سال ۱۹۶۰ زده شد. 
بعد از این که باد ویلکینسون و تام لاندری پیشنهاد مربیگری این تیم را نپذیرفتند، هانت یک کمک‌مربی ناشناس به نام هنک استرم از تیم فوتبال دانشگاه میامی را به عنوان سرمربی تیم گمارد. پس از استخدام استرم، دون کلوسترمن به عنوان استعدادیاب تیم گماشته شد که استعدادهای بی‌شماری را به سوی تیم تکزانس کشاند و معروف است که بازیکنان ان‌اف‌ال (NFL) را قر می‌زد، بازیکنان مستعد را از چشم تیم‌های دیگر پنهان می‌کرد و روش‌های ظریف و خلاقانه‌ای برای جذب آن‌ها داشت. 
تکزانس و دالاس کابویز به مدت سه فصل مشترکاً از استادیوم کاتن بول استفاده می‌کردند. اول قرار بود تیم تکزانس منحصراً از این استادیوم استفاده کنند تا این که ان‌اف‌ال فرانشیز خود را گسترش داد و تیمی جدید به نام دالاس کابویز در آن شهر تشکیل داد. با این که اوج تعداد تماشاچی‌های بازی‌های تیم کابویز در استادیوم کاتن بول ۲۴٫۵۰۰ نفر بود ولی تیم تکزانس توجه کمتری جلب می‌کردند چون لیگشان نسبت به لیگ ان‌اف‌ال نسبتاً کم‌شهرت‌تر بود. در دو فصل آغازین فرانشیز ای‌اف‌ال (AFL)، تیم تکزانس فقط توانست رکورد ۸برد-۶باخت و سپس ۶برد-۸باخت را رقم بزند. 

## وب‌گاه رسمی
- وبگاه رسمی تیم